# Carios jerseyi
Carios jerseyi är en fästingart som beskrevs av Hans Klompen och Grimaldi 200. Carios jerseyi ingår i släktet Carios och familjen mjuka fästingar. Inga underarter finns listade.